# Paskaart

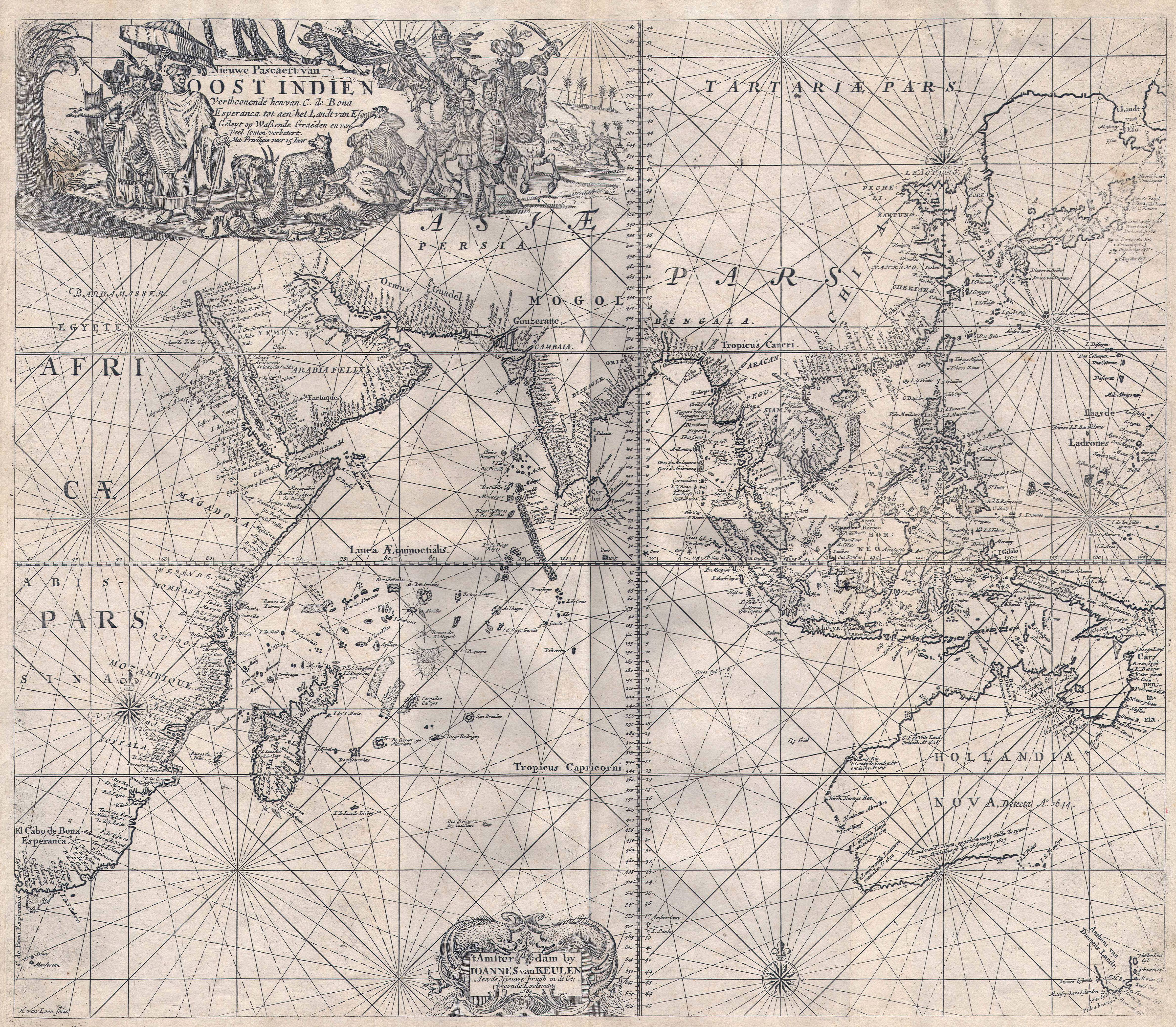
Paskaart van Oost Indië door Johannes van Keulen (1689)

Paskaarten waren 17e- en 18e-eeuwse kaarten ten behoeve van de navigatie op zee. De paskaarten werden gebruikt om de koers uit te zetten en de afgelegde afstand af te passen, in tegenstelling tot de leeskaarten, die alleen een beschrijving gaven.

## Kompaslijnen
Paskaarten toonden een topografische weergave van kustlijnen, rivieren en eilanden en waren voorzien van een netwerk van kompaslijnen of loxodromen. De kaarten kwamen voort uit de oudere portolanen, die in de 13e eeuw in het Middellandse zeegebied ontstonden. Aanvankelijk werd de naam portolaan of portulaan ook in het Nederlandse taalgebied gebezigd, maar medio 16e eeuw kwam het woord paskaart in opgang. De naam vindt zijn oorsprong in het gebruik van de passer om de afstand af te meten. Veelal werden paskaarten samen gebruikt met een leeskaart.

## Verschil met Portolaan
Hoewel het onderscheid met de portolaan niet heel duidelijk is, zijn er een aantal verschillen aan te wijzen:
- Navigatie met de portolaan beperkte zich tot koersen en afstanden. Bij langere zeereizen was deze techniek, onder andere door de bolvorm van de aarde, niet voldoende. Plaatsbepaling met behulp van lengte- en breedtegraden werd noodzakelijk, dus daarom werden de paskaarten van deze informatie voorzien. De meridiaan over het eiland Ferro (Canarische Eilanden) werd gebruikt als nulmeridiaan.
- Kustlijnen, havens en gevaarlijke vaargebieden werden op portolanen sterk symbolisch weergegeven, Op paskaarten werden deze elementen steeds meer naar de werkelijkheid ingetekend.
- Portolanen werden zonder oriëntatie getekend. Men draaide ze in de richting waarin men wilde varen, waardoor altijd de helft van de plaatsnamen op zijn kop stond. Paskaarten vertoonden wel een oriëntatierichting, vaak noord-zuid, maar andere oriëntaties kwamen ook voor.
- De portolaan werd handgetekend op vellum, en hoewel dat aanvankelijk ook voor de paskaarten gold, werden op den duur papier en druktechniek geïntroduceerd. De kaarten die in Nederland werden gemaakt werden meestal op vellum getekend; de kaarten die in Indië waren vervaardigd meestal op papier.

## Gedrukte paskaarten
Willem Blaeu (1598-1638) vervaardigde in zijn drukkerij blanco paskaarten met kompaslijnen op grote vellen perkament. Deze kaarten werden gebruikt door schippers en stuurlieden om snel en gemakkelijk hún observaties bij verkenning van onbekende kusten in te tekenen. De perkamenten vellen waren zeer geliefd vanwege hun duurzaamheid en hun grootte; Blaeu's plaatpers was uniek in de wereld van de cartografie vanwege zij cilinderomvang van 80 cm.